# Justin Perkins
Justin Perkins (* 5. März 1805 in Holyoke, Massachusetts; † 31. Dezember 1869 in Chicopee, Massachusetts) war ein US-amerikanischer presbyterianischer Missionar und Linguist.
Er wuchs auf der väterlichen Farm auf, besuchte das Amherst College sowie die Andover Newton Theological School und wurde 1833 ordiniert. Kurz darauf segelte er als Missionar des American Board of Commissioners for Foreign Missions nach Persien, wo er 1835 ein Missionshaus in Urmia gründete.
Er hatte Anteil an der Begründung der modernen syrischen Sprache.

## Veröffentlichungen
- A Residence of eight years in Persia, among the Nestorian Christians
- Nestorian biography
- Missionary life in Persia

| Personendaten    | Personendaten               |
| ---------------- | --------------------------- |
| NAME             | Perkins, Justin             |
| KURZBESCHREIBUNG | US-amerikanischer Missionar |
| GEBURTSDATUM     | 5. März 1805                |
| GEBURTSORT       | Holyoke, Massachusetts      |
| STERBEDATUM      | 31. Dezember 1869           |
| STERBEORT        | Chicopee, Massachusetts     |